# Канела вінтерана
Канела вінтерана (Canella winteranaa) — єдиний вид роду канела з родини канелові. Інші назви «біла кориця», «дика кориця».

## Опис
Ця рослина є великим чагарником, що сягає висоти від 4 до 15 м з численними гілками рясно вкритими листям. Кора має сірий колір. Листки чергові, овальні або ланцетоподібні, шкірясті, всіяні напівпрозорими залозами. Верхній бік їх — глянсовий темно-зелений, нижній — блідий і тьмяний. Листя темно-зеленого кольору.
Суцвіття переважно кінцеві, іноді пахвові. Квітка має 3 чашолистки завтовшки 2-3 мм і 5 яйцеподібних пелюстків завдовжки 5-6 мм, витонченого криваво-червоного кольору, з жовтуватою основою, 10 тичинок з нитками, об'єднаними в тичинку трубкою 3-4 мм і несуть жовто-помаранчеві пильовики. Цвітіння триває з червня до вересня.
Квіти є гермафродитними, але колективно вони поводяться як одностатеві квіти. Дозрівання гінецею передує андроцею.
Плід — куляста ягода, зелена, потім циноброва і нарешті майже чорна, діаметром 7-10 мм. Він містить до 4-6 чорних, глянсових, видовжених насіння завдовжки 5-6 мм.

## Розповсюдження
Поширено на Великих і Малих Антильських островів. Культивується в південній Флориді, на Багамських островах і в Венесуелі.

## Застосування
Кора використовується як прянощі під назвою біла кориця, володіє запахом справжньої кориці, надходить у продаж у вигляді невеликих цілісних або розколотих трубочок: зовні блідо-рожевих, всередині білих. Аромат білої кориці нагадує суміш гвоздики і кориці, смак у неї пікантно гіркуватий, що обумовлено наявністю пентоз (16,7 %), манітолу (8,71 %), азотистої речовини (8,5 %), відновлювальної речовини (16 %), невеликої кількості арабану, галактану, ксилану і евгенолу. Нерідко вживається в латиноамериканській кухні як замінник цейлонської або китайської кориці.
Кора і листя використовуються в медицині, як стимулюючий і тонізуючий засіб. Кора настояна на спирту застосовується проти ревматизму, відвар використовують для лікування шлункових хвороб, входить до складу загальних стимуляторів і афродизіаків.
Крім того, застосовується для ароматизації тютюну і в виробництві лікеру. У Південній Флориді його вирощують для декоративних цілей. Важку і дуже міцну деревину застосовують в будівництві.